# 浜田卓二郎
浜田 卓二郎（濱田 卓二郎、はまだ たくじろう 1941年〈昭和16年〉10月5日 - 2022年〈令和4年〉5月16日）は、日本の弁護士、実業家、元政治家。
妻は実業家、エッセイストの浜田マキ子、長男の妻はコカ･コーラ ボトラーズジャパンホールディングス社外取締役などを務める浜田奈巳、従兄は元衆議院議員の植竹繁雄。位階勲等は正四位旭日重光章。

## 来歴
鹿児島県出身。父は警察官。神奈川県横須賀市に転居し、栄光学園中学校・高等学校、東京大学法学部卒業。東大在学中の1964年、国家公務員採用上級職甲種試験、司法試験に合格。1965年に東京大学法学部を卒業し、大蔵省に入省した。同年、結婚。
大蔵省では大臣官房文書課に配属。総理府公正取引委員会へ出向後、三条税務署長、大臣官房文書課長補佐（管理）兼大臣官房秘書課長補佐（調査）、主計局主査（公共事業係）を務めるなど将来を嘱望されていた。将来の主計局総務課長候補とされていたが、1977年に退官。1979年の第35回衆議院議員総選挙に自由民主党公認で地縁のない旧埼玉1区から立候補したが、次点で落選。1980年の第36回衆議院議員総選挙に再び旧埼玉1区から出馬し、初当選を果たした。当選後は宏池会に所属。
大蔵官僚出身のため党内では税制、財政の政策通で知られた。1988年の消費税導入に際しては新税制を国民に説明するスポークスマンの役割を務める。1991年、妻の浜田マキ子が東京都知事選挙に突如出馬したが、鈴木俊一東京都知事らに敗れ、落選。消費税導入に際し、討論番組に数多く出演したために全国的な知名度も高まったが、1993年の第40回衆議院議員総選挙では、宮澤派の所属であり、宮澤喜一首相同様大蔵省の出身であったため有権者から敬遠されたり、また、自民党副幹事長の為に選挙区での選挙運動が手薄になり、一方で新党ブームの煽りを受け旧埼玉1区で次点で落選。
1994年5月、自民党を離党し、当時の与党である新生党に入党。同年末の新進党結党に参加し、1996年の第41回衆議院議員総選挙には新進党公認で埼玉1区から出馬したが、中選挙区時代からのライバルだった自民党の松永光に敗れ、落選した。新進党解党後は無所属のまま、1998年の第18回参議院議員通常選挙に埼玉県選挙区から出馬（旧新進党系の各党が推薦）し、5年ぶりに返り咲きを果たした。直後の首班指名で一回目は統一会派組む公明代表浜四津敏子、決選投票では自民党総裁小渕恵三ではなくて民主党代表菅直人を支持。
1999年、本会議で国旗国歌法案の採決で賛成票、改革クラブに入党したが、同党は半年後に解党。自民党への復党を希望したものの認められず、2003年8月、埼玉県知事選挙に無所属で出馬する。当初は自民党や公明党の支援を期待していたものの、支援は得られず、上田清司らに敗北した。その後自民党に復党し、2004年の第20回参議院議員通常選挙に比例区から出馬したが、落選。
2004年の弁護士法改正により、司法試験合格者は司法修習未修了でも国会議員在職5年以上で100時間の研修を経て弁護士登録が可能になったため、弁護士登録。東京弁護士会に所属し、ホテルニューオータニ内及び共同通信会館内に事務所入居した。
2011年秋の叙勲で旭日重光章を受章。
2017年10月5日付で、バイオ関連企業の林原（現・ナガセヴィータ）の元社長である林原健と共同で立ち上げた、林原LSI株式会社の代表取締役社長に就任した。
2022年5月16日午後2時10分、慢性心不全のため自宅で死去。80歳没。死没日付をもって正四位に叙される。13日後の5月29日には、妻のマキ子も急性心不全のため死去している。
同年6月29日、「弁護士法人浜田卓二郎事務所」が債権者から破産を申し立てられ、7月27日付で東京地方裁判所から破産手続き開始決定を受けた。負債は約5億1000万円。

## 大蔵省同期
同期に薄井信明（国民生活金融公庫総裁、大蔵事務次官、国税庁長官）、竹島一彦（初代内閣官房副長官補（内政担当）、国税庁長官）、榊原英資（財務官）、鏡味徳房（東日本銀行会長、同頭取、関税局長、東京国税局長）、山川紘矢（翻訳家、作家）、東力（衆議院議員）らがいる。